# Allium togashii
Allium togashii är en amaryllisväxtart som beskrevs av Hiroshi Hara. Allium togashii ingår i släktet lökar, och familjen amaryllisväxter. Inga underarter finns listade i Catalogue of Life.